# فمینیسم دولتی
فمینیسم دولتی به فمینیسمی اشاره دارد که توسط دولت ایجاد یا تأیید شده باشد و غالباً دستور کار مشخصی را پیروی می‌کند. این واژه نخستین بار توسط هلگا هرنس برای توصیف وضعیت نروژ به کار رفت. این کشور سابقه فمینیسم لیبرال با پشتیبانی دولت را دارد و فمینیسم دولتی هنگامی که صحبت از سیاست‌های برابری جنسیتی در کشورهای نوردیک می‌شود به میان می‌آید. این واژه همچنین در مورد کشورهای در حال توسعه که در آن دولت مجوز فمینیسمی که می‌خواهد را می‌دهد بی آنکه اجازه شکل‌گیری سازمان مردم‌نهاد برای پیگیری اشکال دیگر فمینیسم بدهد را هم به کار می‌رود. به این ترتیب می‌توان میان فمینیسم لیبرالی در کشورهای لیبرال غربی با آن فمینیسم دولتی که در بعضی از دولت‌های تمامیت‌خواه خاورمیانه‌ای و در ارتباط با سکولاریسم به وجود می‌آید تفاوت قائل شد.

## معنا و مفهوم

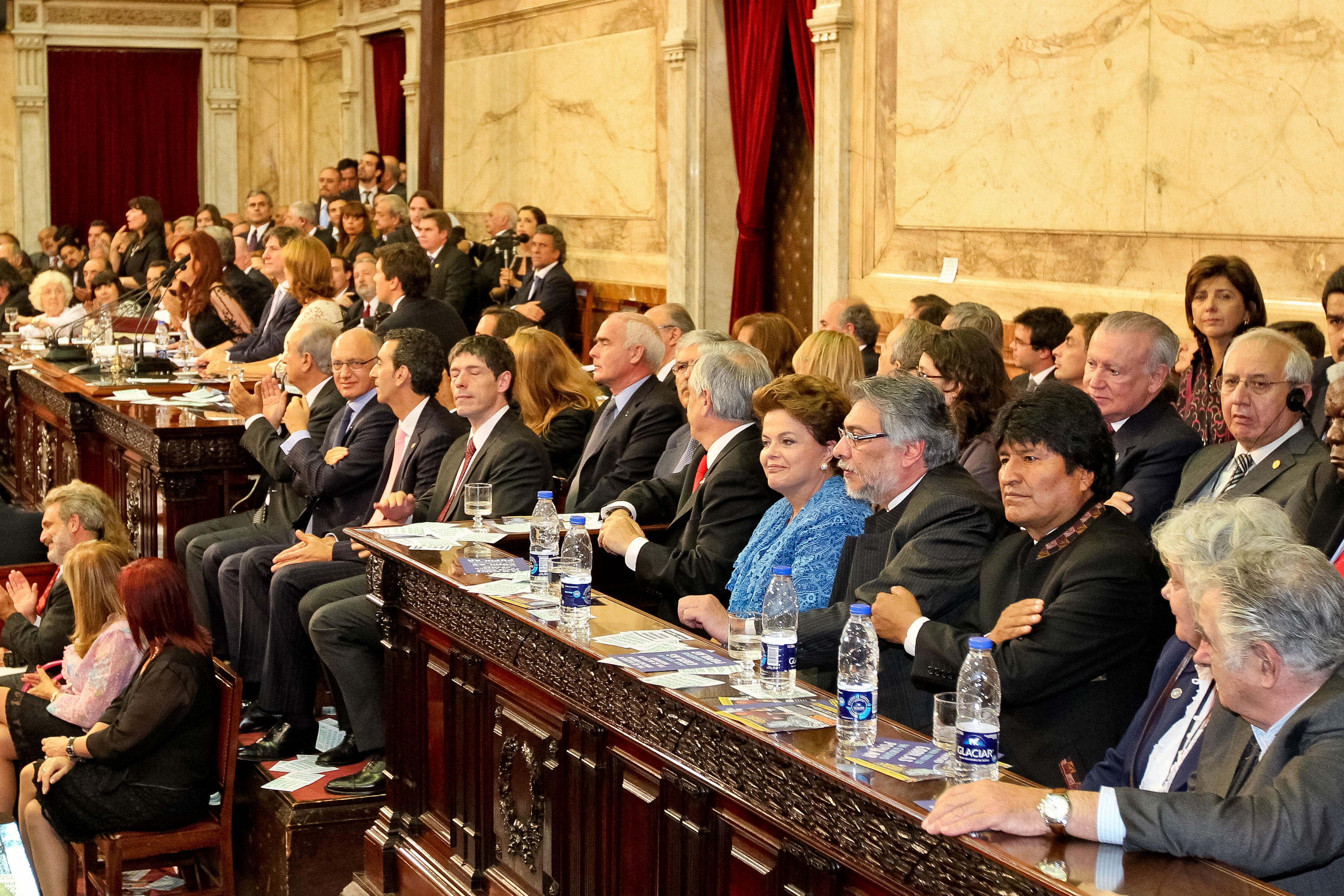
تصویری از مجلس نمایندگان آرژانتین که نشانگر مشارکت زنان در حکومت است

فمینیسم دولتی هنگامی شکل می‌گیرد که دولتی دست به اتخاذ سیاست‌هایی بزند که برای پیشرفت زندگی و حقوق زنان سودمند باشند. اندیشمندان فمینیسم دولتی به کارآمدی برنامه‌های مختلف دولت و اینکه چگونه این برنامه‌ها باعث بهبود حقوق و موقعیت زنان در جامعه می‌شود صحبت می‌کنند. بعضی از پژوهشگران مانند الیزابت فریدمن توصیه می‌کنند که جهت داشتن یک فمینیسم دولتی موفق وجود جنبش‌های فمینیستی مستقل از دولت ضروری است. در استرالیا و هلند به آنانی که در ترویج فمینیسم دولتی می‌کوشند «فموکرات» می‌گویند. استفاده از مفهوم فمینیسم دولتی برای بررسی سیاست‌های کشورهای دارای دولت مرکزی قوی مانند ژاپن در مورد زنان مؤثر باشد.
اصطلاح «فمینیسم دولتی» نخستین بار توسط هلگا هرنس، اندیشمند علوم سیاسی نروژی در سال ۱۹۸۷ مطرح شد. نظریه‌پردازان فمینیستی در دهه ۱۹۸۰ میلادی پیرامون این مسئله که دولت‌ها می‌توانند نتایج مثبتی در زندگی زنان داشته باشند شروع به اندیشیدن کردند. دولت به عنوان یک نظام می‌تواند علائق بخش‌ها و جنسیت‌های مختلف را حمایت نماید. همچنین می‌تواند از برنامه‌های مختلفی که سطوح مختلفی از حمایت را در داخل دولت یا جامعه دارند هم حمایت نماید. نظریه فمینیسم دولتی از کشورهای اسکاندیناوی و سیاست‌های برابری جنسیتی آنان سرچشمه می‌گیرد. طی دهه‌های ۱۹۷۰ و ۱۹۸۰ سازمان‌های فمینیستی اسکاندیناویایی توانست تقاضاهای خود پیرامون برابری جنسیتی را با موفقیت به دولت ارائه کنند. در همان حال هم بازیگران زیاد برای ورود زنان به بازار کار فشار می‌آوردند که منجر به جنبش زنان در عرصه عمومی شد. هرنس این گام‌ها را به عنوان نزدیکی به سوی «دولت دوست‌دار زنان» یا «فمینیست دولتی» نام نهاد. هرنس اشاره می‌کرد که سیاست‌های رفاه لیبرالی به همراه سطح بالایی از نمایندگی زنان در نهادهای قانون‌گذاری است که ویژگی هر یک از این دولت‌ها را بیان می‌دارد.

## فمینیسم دولتی در کشورهای مختلف

### دولت‌های تمامیت‌خواه و خاورمیانه
فمینیسم دولتی در خاورمیانه آنچنان که فعالین فمینیست این کشورها در دهه ۱۹۸۰ و ۱۹۹۰ به آن حمله کردند دارای ابعادی مردسالارانه است.
برای مثال در ترکیه فمینیسم در قرن بیستم میلادی در انحصار دولت بود. دولت ترکیه در دهه ۱۹۲۰ میلادی برنامه حجاب‌زدایی اجباری، دسترسی بیشتر زنان به کار و تحصیلات، گسترش حقوق سیاسی زنان و موارد بسیاری دیگری را در تلاش برای تقلید بعضی از ویژگی‌های فرهنگ غربی در یک کشور مسلمان اعمال کرد.
در دهه ۱۹۸۰ هنگامی که موج دوم فمینیسم در میان نهضت ملی کمالیست‌های ترکیه به وجود آمد زن‌ها در چارچوب دولت فمینیست می‌شدند و بخش‌هایی از پدرسالاری را با جلوه‌هایی از ترقی غرب می‌پوشاندند.
در قرن ۲۱ هم ترکیه تحت اداره رجب طیب اردوغان روز به روز عقب‌گرد کرده و به کشوری محافظه‌کار و اسلامی تبدیل شد تا آنجایی که ترکیه در سال ۲۰۲۱ از کنوانسیون حقوق زنان هم بیرون آمد.

### کشورهای لیبرال دموکراسی

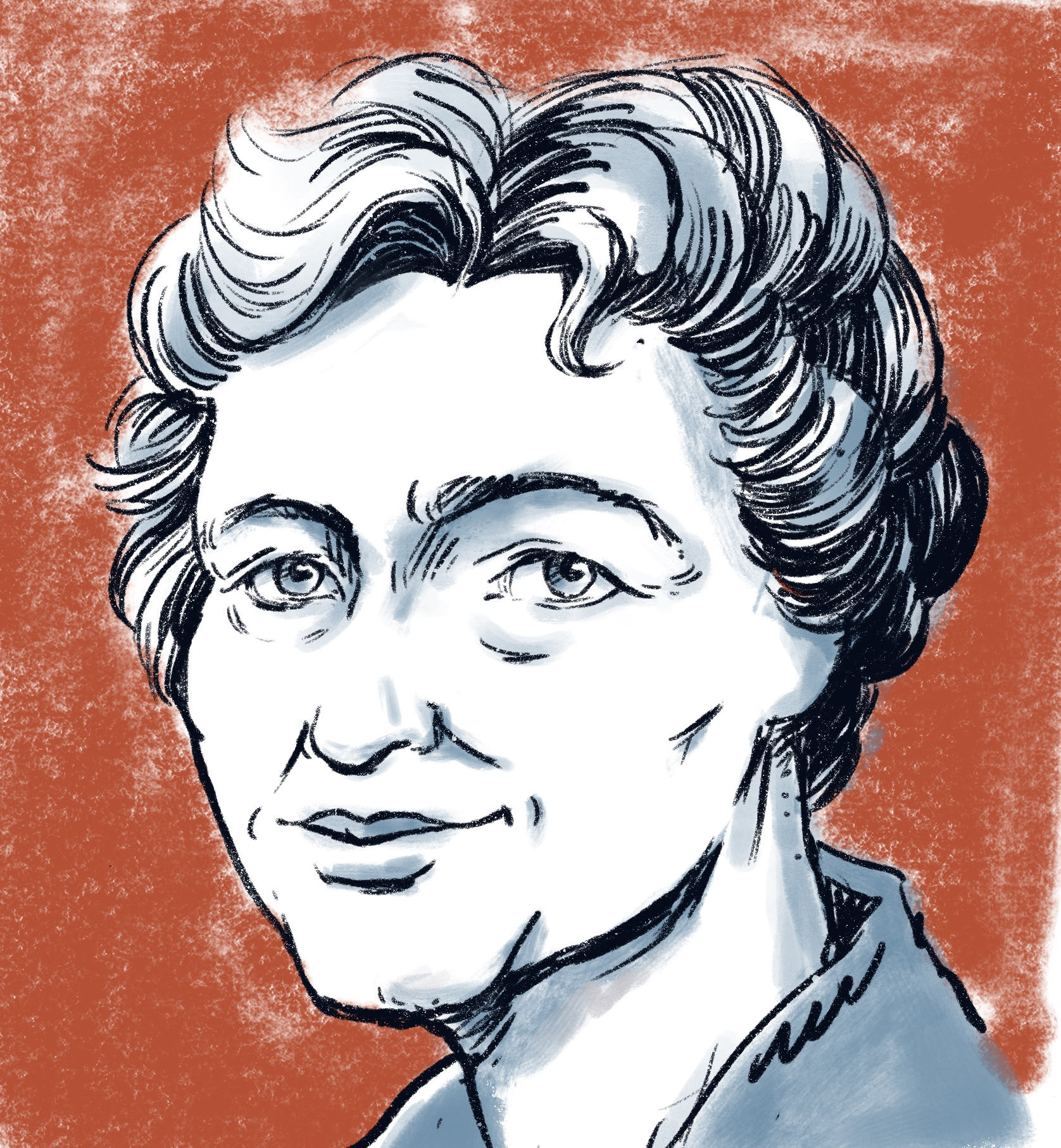
اوا کولستاد به عنوان رئیس انجمن نروژی برای حقوق زنان، وزیر کابینه و مدافع برابری جنسیتی در نروژ و در سازمان ملل متحد پیشگام سیاست‌های برابری جنسیتی بود.

نروژ یکی از نمونه‌هایی است که سابقه طولانی از فمینیسم لیبرال تحت حمایت دولت دارد. انجمن نروژی حقوق زنان در سال ۱۸۸۴ تأسیس شد و در آن زمان همراه با موج اول فمینیسم می‌کوشید تا «برابری جنسیتی و حقوق انسانی زنان و دختران را در چارچوب لیبرال دموکراسی از طریق اصلاحات ممکن سازد». از دهه ۱۹۷۰ دولت نروژ با پذیرش نظرات انجمن قوانین و نهادهای دولتی مانند دادآور برابری جنسیتی و ضد تبعیض را براساس پیشنهادها انجمن ایجاد کرد. این موسسات نوپدید که هدفشان گسترش برابری جنسیتی بود را اکثراً اعضا درجه یک انجمن نروژی حقوق زنان مانند اوا کولستاد اداره می‌کردند. این سنت را در نروژ فمینیسم دولتی می‌خوانند.

### نظام‌های کمونیستی و سوسیالیستی
بعضی از پژوهشگران رابطه جنبش نوظهور زنان با دولت چین را همزیستی می‌دانند که حاوی عناصری از خودمختاری و وابستگی است و عمدتاً به جای مخالفت با نهادهای حزبی و دولتی در درون آن کار می‌کند.
در آلمان شرقی هم یک برنامه جامع مراقبت از کودکان توسط دولت اجرا شد که نتیجه آن نرخ بیسابقه ۷۸ درصدی اشتغال زنان بود. نظام دولتی متمرکز این کشور دلیل عمده موفقیت فمینیست‌ها در اجرا برنامه‌هایشان بود. به علاوه اینکه وجود بودجه دولتی تا پیش از اتحاد دو آلمان امکان موفقیت بیشتری به برنامه‌های اجتماعی می‌داد.

## انتقادات
بسیاری از فمینیست‌ها فمینیست دولتی را مفهومی ضد و نقیض می‌دانند. فمینیسم دولتی می‌تواند راهی باشد که دولت به جای آنکه اجازه دهد زنان مطالبه نمایند خود نقش آنان را به عهده گرفته به جای زنان صحبت کند و حرکت‌های مستقل زنان توسط دولت سرکوب شود. جنبش‌های مستقل زنان ممکن است از سوی حکومت ممنوع شوند.

## ارجاعات
1. 1 2  Elisabeth Lønnå: Stolthet og kvinnekamp: Norsk kvinnesaksforenings historie fra 1913, Gyldendal Norsk Forlag, 1996, p. 273, passim, شابک ‎۸۲۰۵۲۴۴۹۵۲
2. ↑  Helga Hernes (1987). Welfare State and Woman Power: Essays in state feminism, Norwegian University Press, شابک ‎۹۷۸−۸۲۰۰۱۸۴۹۵۹
3. 1 2 3 4  Badran (2009), p.  223
4. 1 2 3  McBride & Mazur 2010, p. 4.
5. 1 2  Franceschet 2003, p. 18.
6. ↑  Kobayashi 2004, p. 21.
7. 1 2  Franceschet 2003, p. 17.
8. ↑  Kobayashi 2004, p. 19.
9. 1 2 3 4  Borchorst, Anette; Siim, Birte (2008-08-01). "Woman-friendly policies and state feminism: Theorizing Scandinavian gender equality". Feminist Theory (به انگلیسی). 9 (2): 207–224. doi:10.1177/1464700108090411. ISSN 1464-7001. S2CID 145003472.
10. ↑  Badran (2009), p.  255
11. ↑  Badran (2009), p.  302
12. 1 2  Badran (2009), p.  227
13. ↑  "Organized Anti-Feminism in Turkey: A Quick Picture | Gunda-Werner-Institut". Heinrich-Böll-Stiftung (به انگلیسی). Retrieved 2021-04-14.
14. ↑  Welle (www.dw.com), Deutsche. "Turkey slammed for quitting treaty protecting women's rights | DW | 20.03.2021". DW.COM (به انگلیسی). Retrieved 2021-04-14.
15. ↑  "About us". Norwegian Association for Women's Rights. Retrieved 2020-10-24.
16. ↑  Hershatter (2007), p.  102
17. ↑  Hagemann, Karen (2006). "Between Ideology and Economy: The "Time Politics" of Child Care and Public Education in the Two Germanys". Social Politics: International Studies in Gender, State and Society. 13 (2): 217–260. doi:10.1093/sp/jxj012. ISSN 1468-2893.
18. 1 2  Kamenitsa, Lynn (1997). "Equality Offices in Eastern Germany: Does Institutionalization Help Marginalized Groups?". German Politics & Society. 15 (3 (44)): 24–43. ISSN 1045-0300. JSTOR 23737421.
19. ↑  Allsopp, Jennifer (19 September 2012). "State feminism: co-opting women's voices". OpenDemocracy (به انگلیسی). Retrieved 2020-03-24.